# Xã Cody, Quận Mellette, South Dakota
Xã Cody (tiếng Anh: Cody Township) là một xã thuộc quận Mellette, tiểu bang Nam Dakota, Hoa Kỳ. Năm 2010, dân số của xã này là 33 người.